# Diskografie Halsey
Toto je seznam doposud vydané diskografie americké zpěvačky a skladatelky Halsey.

## Alba

### Studiová alba
| Název                              | Detaily o albu                                        | Umístění v hitparádách | Umístění v hitparádách | Umístění v hitparádách | Umístění v hitparádách | Umístění v hitparádách | Umístění v hitparádách | Umístění v hitparádách | Umístění v hitparádách | Umístění v hitparádách | Umístění v hitparádách | Prodeje                     | Certifikace                                                                                      |
| Název                              | Detaily o albu                                        | US                     | AUS                    | BEL (FL)               | CAN                    | IRE                    | NL                     | NOR                    | NZ                     | SWE                    | UK                     | Prodeje                     | Certifikace                                                                                      |
| ---------------------------------- | ----------------------------------------------------- | ---------------------- | ---------------------- | ---------------------- | ---------------------- | ---------------------- | ---------------------- | ---------------------- | ---------------------- | ---------------------- | ---------------------- | --------------------------- | ------------------------------------------------------------------------------------------------ |
| Badlands                           | - Vydáno: 28. srpna 2015 - Vydavatelství: Astralwerks | 2                      | 2                      | 10                     | 3                      | 3                      | 5                      | 22                     | 3                      | 13                     | 9                      | - US: 626,000 - UK: 106,804 | - RIAA: 2× Platinum - ARIA: Gold - BPI: Gold - GLF: Gold - IFPI NOR: Platinum - MC: Platinum     |
| Hopeless Fountain Kingdom          | - Vydáno: 2. června 2017 - Vydavatelství: Astralwerks | 1                      | 2                      | 14                     | 1                      | 7                      | 15                     | 11                     | 6                      | 27                     | 12                     | - US: 251,000               | - RIAA: 2× Platinum - BPI: Gold - GLF: Gold - IFPI NOR: Platinum - MC: Platinum                  |
| Manic                              | - Vydáno: 17. ledna 2020 - Vydavatelství: Capitol     | 2                      | 2                      | 9                      | 2                      | 8                      | 11                     | 11                     | 4                      | 23                     | 6                      | - US: 330,300               | - RIAA: 2× Platinum - ARIA: Gold - BPI: Gold - IFPI NOR: Platinum - MC: 2× Platinum - NVPI: Gold |
| If I Can't Have Love, I Want Power | - Vydáno: 27. srpna 2021 - Vydavatelství: Capitol     | 2                      | 3                      | 4                      | 5                      | 6                      | 6                      | 9                      | 5                      | 24                     | 5                      | - US: 70,500                | - RIAA: Gold                                                                                     |
| The Great Impersonator             | - Vydáno: 25. října 2024 - Vydavatelství: Columbia    | 2                      | 17                     | 54                     | 20                     | 76                     | 68                     | —                      | 33                     | —                      | 19                     |                             |                                                                                                  |

### Koncertní alba
| Název                                              | Detaily                                            |
| -------------------------------------------------- | -------------------------------------------------- |
| Badlands (Live from Webster Hall)                  | - Vydáno: 28. srpna 2020 - Vydavatelství: Capitol  |
| Hopeless Fountain Kingdom (Live from Webster Hall) | - Vydáno: 24. června 2022 - Vydavatelství: Capitol |

## Extended play
| Název   | Detaily                                               | Umístění v hitparádách | Umístění v hitparádách | Umístění v hitparádách | Prodeje      |
| Název   | Detaily                                               | US                     | US Alt.                | US Heat                | Prodeje      |
| ------- | ----------------------------------------------------- | ---------------------- | ---------------------- | ---------------------- | ------------ |
| Room 93 | - Vydáno: 27. října 2014 - Vydavatelství: Astralwerks | 159                    | 20                     | 3                      | - US: 97,000 |

### Kompilační extended play
| Název                              | Detaily                                               |
| ---------------------------------- | ----------------------------------------------------- |
| Collabs                            | - Vydáno: 31. července 2020 - Vydavatelství: Capitol  |
| Manic: Revenge EP                  | - Vydáno: 13. listopadu 2020 - Vydavatelství: Capitol |
| Manic: Confessional EP             | - Vydáno: 20. listopadu 2020 - Vydavatelství: Capitol |
| Manic: Is She Like, You Know... EP | - Vydáno: 4. prosince 2020 - Vydavatelství: Capitol   |
| Manic: ...Or Are You Normal EP     | - Vydáno: 11. prosince 2020 - Vydavatelství: Capitol  |
| Love and Power EP: Love            | - Vydáno: 21. prosince 2021 - Vydavatelství: Capitol  |
| Love and Power EP: Power           | - Vydáno: 31. prosince 2021 - Vydavatelství: Capitol  |

### Remixové extended play
| Title                                 | Details                                               |
| ------------------------------------- | ----------------------------------------------------- |
| Room 93: The Remixes                  | - Vydáno: 3. března 2015 - Vydavatelství: Astralwerks |
| Complementary Colors                  | - Vydáno: 22. dubna 2016 - Vydavatelství: Astralwerks |
| Bad at Love (Remixes)                 | - Vydáno: 6. října 2017 - Vydavatelství: Astralwerks  |
| I Am Not a Woman, I'm a God (Remixes) | - Vydáno: 30. září 2021 - Vydavatelství: Capitol      |

### Koncertní extended play
| Název                                    | Detaily                                                   |
| ---------------------------------------- | --------------------------------------------------------- |
| Room 93: 1 Mic 1 Take                    | - Vydáno: 17. března 2015 - Vydavatelství: Astralwerks    |
| Spotify Sessions (Live from Spotify NYC) | - Vydáno: 20. listopadu 2015 - Vydavatelství: Astralwerks |

## Singly

### Jako hlavní umělkyně
| Název                                                                                   | Rok  | Umístění v hitparádách | Umístění v hitparádách | Umístění v hitparádách | Umístění v hitparádách | Umístění v hitparádách | Umístění v hitparádách | Umístění v hitparádách | Umístění v hitparádách | Umístění v hitparádách | Umístění v hitparádách | Certifikace | Album                                 |
| Název                                                                                   | Rok  | US                     | AUS                    | BEL (FL)               | CAN                    | IRE                    | ITA                    | NOR                    | NZ                     | SWE                    | UK                     | Certifikace | Album                                 |
| --------------------------------------------------------------------------------------- | ---- | ---------------------- | ---------------------- | ---------------------- | ---------------------- | ---------------------- | ---------------------- | ---------------------- | ---------------------- | ---------------------- | ---------------------- | --- | ------------------------------------- |
| "Ghost"                                                                                 | 2014 | —                      | —                      | —                      | —                      | —                      | —                      | —                      | —                      | —                      | —                      | - RIAA: Platinum - ARIA: Gold | Room 93 a Badlands                    |
| "New Americana"                                                                         | 2015 | 60                     | —                      | —                      | 57                     | 89                     | 24                     | —                      | —                      | —                      | 184                    | - RIAA: 2× Platinum - ARIA: Gold - BPI: Silver - FIMI: Platinum - GLF: Gold - IFPI NOR: Gold - MC: Platinum - RMNZ: Gold                                               | Badlands                              |
| "Colors"                                                                                | 2016 | —                      | 99                     | —                      | —                      | —                      | —                      | —                      | —                      | —                      | —                      | - RIAA: 2× Platinum - ARIA: Gold - BPI: Silver - GLF: Gold | Badlands                              |
| "Castle" (The Huntsman: Winter's War version)                                           | 2016 | —                      | 76                     | —                      | —                      | —                      | —                      | —                      | —                      | —                      | —                      | - RIAA: 2× Platinum - ARIA: Gold - BPI: Silver | Badlands a The Huntsman: Winter's War |
| "Not Afraid Anymore"                                                                    | 2017 | 77                     | 55                     | —                      | 72                     | —                      | —                      | —                      | —                      | —                      | —                      | - RIAA: Gold | Fifty Shades Darker                   |
| "Now or Never"                                                                          | 2017 | 17                     | 16                     | —                      | 32                     | 42                     | 55                     | —                      | 22                     | 61                     | 80                     | - RIAA: 3× Platinum - ARIA: 2× Platinum - BPI: Silver - FIMI: Gold - GLF: Gold - IFPI NOR: Gold - MC: Platinum - RMNZ: Gold                                            | Hopeless Fountain Kingdom             |
| "Bad at Love"                                                                           | 2017 | 5                      | 42                     | —                      | 22                     | —                      | —                      | —                      | —                      | —                      | —                      | - RIAA: 6× Platinum - ARIA: Platinum - BPI: Silver - GLF: Gold - MC: 3× Platinum                                                                                       | Hopeless Fountain Kingdom             |
| "Him & I" (s G-Eazy)                                                                    | 2017 | 14                     | 10                     | 18                     | 9                      | 16                     | 72                     | 6                      | 17                     | 9                      | 22                     | - RIAA: 2× Platinum - ARIA: 2× Platinum - BEA: Gold - BPI: Platinum - FIMI: Gold - GLF: Platinum - IFPI NOR: 2× Platinum - MC: 3× Platinum - RMNZ: Gold                | The Beautiful & Damned                |
| "Alone" (feat. Big Sean a Stefflon Don)                                                 | 2018 | 66                     | —                      | —                      | —                      | —                      | —                      | —                      | —                      | —                      | —                      | - RIAA: Platinum - MC: Platinum | Hopeless Fountain Kingdom             |
| "Eastside" (s Benny Blanco a Khalid)                                                    | 2018 | 9                      | 2                      | 28                     | 6                      | 1                      | 59                     | 3                      | 1                      | 7                      | 1                      | - RIAA: 6× Platinum - ARIA: 11× Platinum - BEA: Gold - BPI: 4× Platinum - FIMI: Platinum - GLF: Platinum - IFPI NOR: 3× Platinum - MC: 5× Platinum - RMNZ: 3× Platinum | Friends Keep Secrets                  |
| "Without Me"                                                                            | 2018 | 1                      | 2                      | 17                     | 2                      | 3                      | 33                     | 5                      | 3                      | 9                      | 3                      | - RIAA: Diamond - ARIA: 8× Platinum - BEA: Gold - BPI: 2× Platinum - FIMI: Platinum - GLF: 3× Platinum - IFPI NOR: 2× Platinum - MC: 9× Platinum - RMNZ: 2× Platinum   | Manic                                 |
| "11 Minutes" (s Yungblud feat. Travis Barker)                                           | 2019 | —                      | 23                     | —                      | 69                     | —                      | —                      | —                      | —                      | —                      | 59                     | - RIAA: Gold - ARIA: Platinum - MC: Gold | Singl bez alb                         |
| "Nightmare"                                                                             | 2019 | 15                     | 13                     | —                      | 17                     | 24                     | 68                     | —                      | 19                     | —                      | 26                     | - RIAA: Platinum - ARIA: Platinum - MC: Platinum - BPI: Silver | If I Can't Have Love, I Want Power    |
| "Graveyard"                                                                             | 2019 | 34                     | 24                     | —                      | 38                     | 30                     | —                      | —                      | 27                     | 95                     | 29                     | - RIAA: 2× Platinum - ARIA: 2× Platinum - BPI: Gold - GLF: Gold - IFPI NOR: Gold - MC: 2× Platinum                                                                     | Manic                                 |
| "You Should Be Sad"                                                                     | 2020 | 26                     | 4                      | 24                     | 21                     | 5                      | 83                     | 36                     | 23                     | 44                     | 12                     | - RIAA: 3× Platinum - ARIA: Platinum - BPI: Platinum - FIMI: Gold - GLF: Gold - IFPI NOR: Gold - MC: 3× Platinum - RMNZ: Gold                                          | Manic                                 |
| "Experiment on Me"                                                                      | 2020 | —                      | —                      | —                      | —                      | —                      | —                      | —                      | —                      | —                      | —                      | | Birds of Prey: The Album              |
| "The Other Girl" (s Kelsea Ballerini)                                                   | 2020 | 95                     | 32                     | —                      | —                      | —                      | —                      | —                      | —                      | —                      | —                      | - RIAA: Gold | Kelsea                                |
| "Be Kind" (s Marshmello)                                                                | 2020 | 29                     | 15                     | —                      | 18                     | 22                     | 66                     | 29                     | 32                     | 48                     | 33                     | - RIAA: 2× Platinum - ARIA: Platinum - BPI: Silver - FIMI: Platinum - IFPI NOR: Gold - MC: 3× Platinum                                                                 | Manic a Collabs                       |
| "Life's a Mess" (s Juice Wrld)                                                          | 2020 | 9                      | 8                      | —                      | 10                     | 53                     | —                      | 22                     | 14                     | 26                     | 11                     | - RIAA: Platinum - BPI: Silver | Legends Never Die a Collabs           |
| "I Am Not a Woman, I'm a God"                                                           | 2021 | 64                     | 81                     | —                      | 66                     | 66                     | —                      | —                      | —                      | —                      | 72                     | | If I Can't Have Love, I Want Power    |
| "You Asked for This"                                                                    | 2021 | —                      | —                      | —                      | —                      | —                      | —                      | —                      | —                      | —                      | —                      | | If I Can't Have Love, I Want Power    |
| "So Good"                                                                               | 2022 | 51                     | 79                     | —                      | 46                     | —                      | —                      | —                      | —                      | —                      | 67                     | - MC: Gold | Singl bez alb                         |
| "Stay with Me" (s Calvin Harris, Justin Timberlake a Pharrell Williams)                 | 2022 | —                      | 78                     | 28                     | 51                     | 15                     | —                      | —                      | —                      | 43                     | 10                     | - ARIA: Gold - BPI: Silver | Funk Wav Bounces Vol. 2               |
| "Die 4 Me"                                                                              | 2023 | 100                    | —                      | —                      | —                      | 68                     | —                      | —                      | —                      | —                      | 85                     | | Singl bez alb                         |
| "Lilith (Diablo IV Anthem)" (feat. Suga z BTS)                                          | 2023 | —                      | —                      | —                      | —                      | —                      | —                      | —                      | —                      | —                      | —                      | | If I Can't Have Love, I Want Power    |
| "Lucky"                                                                                 | 2024 | 88                     | —                      | —                      | —                      | —                      | —                      | —                      | —                      | —                      | —                      | | The Great Impersonator                |
| "Lonely Is the Muse"                                                                    | 2024 | —                      | —                      | —                      | —                      | —                      | —                      | —                      | —                      | —                      | —                      | | The Great Impersonator                |
| "Ego"                                                                                   | 2024 | —                      | —                      | —                      | —                      | —                      | —                      | —                      | —                      | —                      | —                      | | The Great Impersonator                |
| "I Never Loved You"                                                                     | 2024 | —                      | —                      | —                      | —                      | —                      | —                      | —                      | —                      | —                      | —                      | | The Great Impersonator                |
| "—" značí, že se nahrávka neumístila v hitparádách nebo v tomto území ani nebyla vydána |      |                        |                        |                        |                        |                        |                        |                        |                        |                        |                        | |                                       |

### Jako vedlejší umělkyně
| "Hands" (jako Various Artists for Orlando)                                              | 2016 | — | —  | — | —  | —  | —  | —  | —  | —  | —  | | Singl bez alb            |
| "Closer" (The Chainsmokers feat. Halsey)                                                | 2016 | 1 | 1  | 1 | 2  | 1  | 2  | 3  | 1  | 1  | 1  | - RIAA: 15× Platinum - ARIA: 20× Platinum - BPI: 4× Platinum - BVMI: 2× Platinum - FIMI: 6× Platinum - GLF: 5× Platinum - MC: 6× Platinum - NVPI: Platinum - RMNZ: 2× Platinum | Collage                  |
| "Boy with Luv" (BTS feat. Halsey)                                                       | 2019 | 8 | 10 | 7 | 47 | 14 | 60 | 58 | 12 | 29 | 13 | - RIAA: Platinum - ARIA: Platinum - BPI: Gold - FIMI: Gold - MC: Gold | Map of the Soul: Persona |
| "—" značí, že se nahrávka neumístila v hitparádách nebo v tomto území ani nebyla vydána |      |   |    |   |    |    |    |    |    |    |    | |                          |

### Promo singly
| "Hurricane"                                                                             | 2014 | —   | —  | —  | —   | — | — | —  | - RIAA: Platinum              | Room 93 a Badlands        |
| "Hold Me Down"                                                                          | 2015 | —   | 78 | —  | —   | — | — | —  | - RIAA: Platinum - ARIA: Gold | Badlands                  |
| "Drive"                                                                                 | 2015 | —   | —  | —  | —   | — | — | —  | - RIAA: Gold                  | Badlands                  |
| "Tokyo Narita (Freestyle)" (s Lido)                                                     | 2016 | —   | —  | —  | —   | — | — | —  |                               | Promo singl bez alb       |
| "Eyes Closed"                                                                           | 2017 | —   | 62 | 73 | 171 | — | — | 48 | - RIAA: Gold                  | Hopeless Fountain Kingdom |
| "Strangers" (feat. Lauren Jauregui)                                                     | 2017 | 100 | 93 | —  | 137 | — | — | —  | - RIAA: Gold                  | Hopeless Fountain Kingdom |
| "Clementine"                                                                            | 2019 | —   | —  | —  | —   | — | — | —  |                               | Manic                     |
| "Finally // Beautiful Stranger"                                                         | 2019 | —   | —  | —  | —   | — | — | 45 | - RIAA: Gold                  | Manic                     |
| "Suga's Interlude" (s Suga z BTS)                                                       | 2019 | —   | —  | —  | —   | 9 | — | 61 |                               | Manic a Collabs           |
| "The End"                                                                               | 2024 | —   | —  | —  | —   | — | — | —  |                               | The Great Impersonator    |
| "—" značí, že se nahrávka neumístila v hitparádách nebo v tomto území ani nebyla vydána |      |     |    |    |     |   |   |    |                               |                           |

## Další umístěné a certifikované písně
| "Is There Somewhere"                                                                    | 2014 | —  | —  | —  | —  | —  | —  | —  | —  | —  | —  | - RIAA: Gold                                                      | Room 93                                    |
| "Trouble (Stripped)"                                                                    | 2014 | —  | —  | —  | —  | —  | —  | —  | —  | —  | —  | - RIAA: Gold                                                      | Room 93                                    |
| "The Feeling" (Justin Bieber feat. Halsey)                                              | 2015 | 31 | —  | 22 | 25 | 31 | 69 | 25 | 20 | 34 | 34 | - RIAA: Platinum - ARIA: Platinum - BPI: Silver - GLF: Gold       | Purpose                                    |
| "Gasoline"                                                                              | 2016 | —  | —  | —  | —  | —  | —  | —  | —  | —  | —  | - RIAA: 2× Platinum - ARIA: Gold - BPI: Silver - GLF: Gold        | Badlands                                   |
| "Control"                                                                               | 2016 | —  | —  | —  | —  | —  | —  | —  | —  | —  | —  | - RIAA: Platinum - BPI: Silver                                    | Badlands                                   |
| "Haunting"                                                                              | 2016 | —  | —  | —  | —  | —  | —  | —  | —  | —  | —  | - RIAA: Gold                                                      | Badlands                                   |
| "Roman Holiday"                                                                         | 2016 | —  | —  | —  | —  | —  | —  | —  | —  | —  | —  | - RIAA: Gold                                                      | Badlands                                   |
| "Young God"                                                                             | 2016 | —  | —  | —  | —  | —  | —  | —  | —  | —  | —  | - RIAA: Gold                                                      | Badlands                                   |
| "Sorry"                                                                                 | 2017 | —  | —  | —  | —  | —  | —  | —  | —  | —  | —  | - RIAA: Platinum - BPI: Silver                                    | Hopeless Fountain Kingdom                  |
| "Walls Could Talk"                                                                      | 2017 | —  | —  | —  | —  | —  | —  | —  | —  | —  | —  | - RIAA: Gold                                                      | Hopeless Fountain Kingdom                  |
| "Damage" (s PartyNextDoor)                                                              | 2017 | —  | —  | —  | 81 | —  | —  | —  | —  | —  | —  |                                                                   | Seven Days                                 |
| "Love Is Madness" (Thirty Seconds to Mars feat. Halsey)                                 | 2018 | —  | 9  | —  | —  | —  | —  | —  | —  | —  | —  |                                                                   | America                                    |
| "Die for Me" (Post Malone feat. Future a Halsey)                                        | 2019 | 20 | —  | 23 | 21 | —  | 63 | 38 | —  | 39 | —  | - RIAA: Platinum - ARIA: Platinum - BPI: Silver - MC: 2× Platinum | Hollywood's Bleeding                       |
| "Ashley"                                                                                | 2020 | —  | —  | —  | —  | —  | —  | —  | —  | —  | —  |                                                                   | Manic                                      |
| "3AM"                                                                                   | 2020 | —  | —  | —  | —  | —  | —  | —  | —  | —  | —  |                                                                   | Manic                                      |
| "Still Learning"                                                                        | 2020 | —  | —  | —  | —  | 81 | —  | —  | —  | —  | —  |                                                                   | Manic                                      |
| "I'm Not Mad"                                                                           | 2020 | —  | —  | —  | —  | —  | —  | —  | —  | —  | —  | - RIAA: Gold                                                      | Manic                                      |
| "Forget Me Too" (Machine Gun Kelly feat. Halsey)                                        | 2020 | 44 | 5  | 51 | —  | —  | —  | —  | —  | —  | 40 | - RIAA: Platinum - ARIA: Gold - BPI: Silver - MC: Gold            | Tickets to My Downfall                     |
| "The Tradition"                                                                         | 2021 | —  | 20 | —  | —  | —  | —  | —  | —  | —  | —  |                                                                   | If I Can't Have Love, I Want Power         |
| "Bells in Santa Fe"                                                                     | 2021 | —  | 23 | —  | —  | —  | —  | —  | —  | —  | —  |                                                                   | If I Can't Have Love, I Want Power         |
| "Easier than Lying"                                                                     | 2021 | —  | 27 | —  | —  | —  | —  | —  | —  | —  | —  |                                                                   | If I Can't Have Love, I Want Power         |
| "Lilith"                                                                                | 2021 | —  | 18 | —  | —  | —  | —  | —  | —  | —  | —  |                                                                   | If I Can't Have Love, I Want Power         |
| "Girl Is a Gun"                                                                         | 2021 | —  | 35 | —  | —  | —  | —  | —  | —  | —  | —  |                                                                   | If I Can't Have Love, I Want Power         |
| "Darling"                                                                               | 2021 | —  | 29 | —  | —  | —  | —  | —  | —  | —  | —  |                                                                   | If I Can't Have Love, I Want Power         |
| "1121"                                                                                  | 2021 | —  | 32 | —  | —  | —  | —  | —  | —  | —  | —  |                                                                   | If I Can't Have Love, I Want Power         |
| "Honey"                                                                                 | 2021 | —  | 31 | —  | —  | —  | —  | —  | —  | —  | —  |                                                                   | If I Can't Have Love, I Want Power         |
| "Whispers"                                                                              | 2021 | —  | 39 | —  | —  | —  | —  | —  | —  | —  | —  |                                                                   | If I Can't Have Love, I Want Power         |
| "The Lighthouse"                                                                        | 2021 | —  | 43 | —  | —  | —  | —  | —  | —  | —  | —  |                                                                   | If I Can't Have Love, I Want Power         |
| "Ya'aburnee"                                                                            | 2021 | —  | 45 | —  | —  | —  | —  | —  | —  | —  | —  |                                                                   | If I Can't Have Love, I Want Power         |
| "Could Have Been Me"                                                                    | 2022 | —  | 22 | —  | —  | 83 | —  | —  | —  | —  | 94 | - BPI: Silver                                                     | Sing 2: Original Motion Picture Soundtrack |
| "People Disappear Here"                                                                 | 2022 | —  | 49 | —  | —  | —  | —  | —  | —  | —  | —  |                                                                   | If I Can't Have Love, I Want Power         |
| "Panic Attack"                                                                          | 2024 | —  | 25 | —  | —  | —  | —  | —  | —  | —  | —  |                                                                   | The Great Impersonator                     |
| "—" značí, že se nahrávka neumístila v hitparádách nebo v tomto území ani nebyla vydána |      |    |    |    |    |    |    |    |    |    |    |                                                                   |                                            |

## Spolu umělkyně
| Název                   | Rok  | Další umělec                                        | Album                                      |
| ----------------------- | ---- | --------------------------------------------------- | ------------------------------------------ |
| "Free Love"             | 2016 | Vic Mensa, Le1f, Lil B, Malik Yusef                 | Píseň bez alb                              |
| "Earth"                 | 2019 | Lil Dicky                                           | Píseň bez alb                              |
| "¿"                     | 2019 | Bring Me the Horizon                                | Music to Listen To...                      |
| "Stay with Me (Part 2)" | 2022 | Calvin Harris, Justin Timberlake, Pharrell Williams | Funk Wav Bounces Vol. 2                    |
| "Take a Bow"            | 2024 | Jelly Roll                                          | Beautifully Broken (Pickin' Up the Pieces) |

## Videoklipy
| Název                                                                              | Rok                  | Režisér                                    |
| Jako hlavní umělkyně                                                               | Jako hlavní umělkyně | Jako hlavní umělkyně                       |
| ---------------------------------------------------------------------------------- | -------------------- | ------------------------------------------ |
| "Hurricane"                                                                        | 2014                 | Alex De Bonrepos                           |
| "Trouble" (Teaser)                                                                 | 2014                 | Alex De Bonrepos                           |
| "Ghost" (Room 93 version)                                                          | 2014                 | Alex De Bonrepos                           |
| "Empty Gold" (Teaser)                                                              | 2014                 | Alex De Bonrepos                           |
| "Ghost"                                                                            | 2015                 | Malia James                                |
| "New Americana"                                                                    | 2015                 | Jodeb                                      |
| "Colors"                                                                           | 2016                 | Tim Mattia                                 |
| "Castle"                                                                           | 2016                 | Scott Murray                               |
| "Now or Never"                                                                     | 2017                 | Sing J Lee Halsey                          |
| "Bad at Love"                                                                      | 2017                 | Sing J Lee Halsey                          |
| "Bad at Love" (Angelus Cut version)                                                | 2017                 | Sing J Lee Halsey                          |
| "Him & I" (S G-Eazy)                                                               | 2017                 | Bobby Bruderle                             |
| "Sorry"                                                                            | 2018                 | Sing J Lee Halsey                          |
| "Alone" (feat. Big Sean a Stefflon Don)                                            | 2018                 | Hannah Lux Davis Halsey                    |
| "Strangers" (feat. Lauren Jauregui)                                                | 2018                 | Jessie Hill Halsey                         |
| "Eastside" (s Benny Blanco a Khalid)                                               | 2018                 | Jake Schreier                              |
| "Without Me" (Vertical video)                                                      | 2018                 | —                                          |
| "Without Me"                                                                       | 2018                 | Colin Tilley                               |
| "11 Minutes" (s Yungblud feat. Travis Barker)                                      | 2019                 | Colin Tilley                               |
| "Nightmare"                                                                        | 2019                 | Hannah Lux Davis                           |
| "Graveyard" (Time-lapse)                                                           | 2019                 | Juliana Carpino                            |
| "Clementine"                                                                       | 2019                 | Dani Vitale Anton Tammi                    |
| "Graveyard"                                                                        | 2019                 | Anton Tammi                                |
| "Finally // Beautiful Stranger"                                                    | 2019                 | Patrick Tracy                              |
| "You Should Be Sad"                                                                | 2020                 | Colin Tilley                               |
| "Be Kind" (s Marshmello)                                                           | 2020                 | Hannah Lux Davis                           |
| "Life's a Mess" (Visualizer) (s Juice Wrld)                                        | 2020                 | Chad Ross                                  |
| "929"                                                                              | 2020                 | Peter Donaghy                              |
| "Dominic's Interlude" (s Dominic Fike)                                             | 2020                 | Emma Westenberg                            |
| "I Am Not a Woman, I'm a God"                                                      | 2021                 | Colin Tilley                               |
| "Girl Is a Gun"                                                                    | 2022                 | Colin Tilley                               |
| "So Good"                                                                          | 2022                 | Alev Aydin                                 |
| "Lilith (Diablo IV Anthem) (feat. Suga z BTS)                                      | 2023                 | Henry Hobson                               |
| "Lucky"                                                                            | 2024                 | Gia Coppolla                               |
| Jako vedlejší umělkyně                                                             |                      |                                            |
| "The Feeling" (Justin Bieber feat. Halsey)                                         | 2015                 | Parris Goebel                              |
| "Closer" (The Chainsmokers feat. Halsey)                                           | 2016                 | Dano Cerny                                 |
| "Boy with Luv" (BTS feat. Halsey)                                                  | 2019                 | YongSeok Choi                              |
| "Boy with Luv" ("ARMY with Luv" version) (BTS feat. Halsey)                        | 2019                 | YongSeok Choi                              |
| "Forget Me Too" (Machine Gun Kelly feat. Halsey and Travis Barker)                 | 2020                 | Philip Andelman                            |
| "Stay with Me" (Calvin Harris feat. Justin Timberlake, Halsey a Pharrell Williams) | 2022                 | Emil Nava                                  |
| Jako spolu umělkyně                                                                |                      |                                            |
| "Earth" (Lil Dicky)                                                                | 2019                 | Nigel Tierney Federico Heller Tony Yacenda |